# Wilhelm Cuno
Wilhelm Carl Josef Cuno (2 tháng 7 năm 1876 - 3 tháng 1 năm 1933) là một nhà kinh doanh và chính trị gia Đức, là thủ tướng Đức từ năm 1922 đến năm 1923, trong tổng số 264 ngày. Nhiệm kỳ của ông được đánh dấu bởi cuộc chiếm đóng Ruhr của quân đội Pháp và Bỉ và thời kỳ lạm phát ở Đức tăng đáng kể, hướng tới siêu lạm phát. Cuno cũng là tổng giám đốc của công ty vận tải Hapag.

## Tiểu sử
Wilhelm Carl Josef Cuno sinh ngày 2 tháng 7 năm 1876 tại Suhl, khi đó thuộc Prussian Saxony và hiện nay thuộc Thuringia. Ông là con của August George Wilhelm Cuno (1848-1915) và vợ ông Catherina Elisabeth Theresia, nhũ danh Daske (1852-1878). 
Năm 1906, Cuno, một người Công giáo La Mã, kết hôn với Martha Berta Wirtz (sinh năm 1879) là con gái của thương gia Hamburg, Hugo Wirtz. Họ có ba người con và hai con gái.